# Wig Wam
Wig Wam — норвежская глэм-метал-группа.

## История группы
Группа была образована в городе Фредрикстад приблизительно в 2001 году. К этому времени за плечами участников группы уже имелся солидный музыкальный опыт. Все они начинали свою карьеру в составе различных коллективов ещё в девяностых годах.
В 2004 году вышел в свет дебютный альбом группы, получивший название 667 … The Neighbour Of The Beast. Альбом имел типичный для представителей рок-сцены 80-х мелодичный хард-роковый саунд и включал кавер-версию хита английской певицы Мелани Чисхолм I Turn to You. Изначально альбом вышел только в Норвегии и Швеции, но после участия группы на музыкальном конкурсе Евровидение в 2005 году, альбом был выпущен в ряде других европейских стран под названием Hard To Be A Rock’n’Roller…, и включал в себя хит In My Dreams, с которым группа выступила на Евровидении, попав на девятое место. Также группа хотела выступить на Евровидении в 2003 году с песней «Crazy things» (альбом 667…), но не прошла отбор, заняв там 3 место.
В 2005 году вышел первый DVD Rock’N’Roll Revolution 2005, включавший в себя концерт с симфоническим оркестром, видеоклипы и различные записи, сделанные во время тура в 2005 году.
В мае 2006 в Европе вышел второй альбом под названием Wig Wamania. Спустя несколько месяцев альбом вышел и в Японии и включал 3 бонус-трека. Группа смогла добиться популярности в стране восходящего солнца и уже через год в Норвегии вышел концертный альбом Live In Tokio и очередной DVD Made in Japan.
22 января 2010 группа выпустила третий студийный альбом Non stop Rock’N’Roll, который сразу же занял 1 место в норвежских чартах и получил золотой статус.
Кроме того, вокалист группы, Оге Стен Нильсен, записывает сольные альбомы, и вышедший в 2009 году «GLAMunition» также попадает в норвежские чарты.
18 мая 2012 года вышел анонсированный в январе альбом Wall Street. Его презентацию, состоявшуюся 6 июня 2012 года, в прямом эфире показал норвежский телеканал NRK2.
В 2014 году группа заявила о своём распаде после 13 лет совместного творчества.
В конце 2020 года группа объявила о воссоединении, и выпустила два сингла: Never Say Die и Kilimanjaro. В феврале 2021 года вышел полноформатный альбом группы под названием Never Say Die, в который вошло 12 треков. В январе 2022 года сериал «Миротворец» привлёк интерес к группе благодаря своему опенингу, где актёры сериала со стоическим выражением лица танцуют под «Do You Wanna Taste It».

## Состав
- Glam (Оге Стен Нильсен) — вокал
- Teeny (Тронд Хольтер) — гитара
- Flash (Бернт Янсен) — бас-гитара
- Sporty (Эйстейн Андерсен) — барабаны

## Дискография

### Студийные альбомы
- 2004 — 667.. The Neighbour of the Beast
- 2005 — Hard to Be a Rock 'n' Roller
- 2006 — Wig Wamania
- 2007 — Live In Tokyo
- 2010 — Non Stop Rock'n Roll
- 2012 — Wall Street
- 2021 — Never Say Die
- 2023 — Out of the Dark

### Синглы
- 2004 — Crazy Things
- 2004 — Hard to Be a Rock’n’Roller
- 2004 — I Turn to You
- 2005 — In My Dreams
- 2005 — Bless the Night
- 2005 — It’s Hard to Be a Nisseman
- 2006 — Gonna Get You Someday
- 2006 — Bygone Zone
- 2006 — Daredevil Heat
- 2007 — At the End of the Day
- 2010 — Do Ya Wanna Taste It
- 2012 — Wall Street
- 2020 — Never Say Die
- 2020 — Kilimanjaro

### Концертные записи
- 2005 — Rock’n’Roll Revolution
- 2007 — Made in Japan

## Дополнительные факты
- Вокалист группы Оге Стен Нильсен 3 раза пробовался в национальном отборе на конкурс Евровидение: 2 раза с группой — в 2004 и 2005 годах, 1 раз — сольно, выступая под псевдонимом g-sten, в 1998 году.
- Оге Стен Нильсен в 2009 году написал гимн футбольного клуба FK Fredrikstad и исполнил его совместно с различными норвежскими деятелями искусств и спорта.
- Гитарист Тронд Холтер раньше играл в норвежской хард-рок-группе Dream Police, распавшейся в 1993 году и воссоединившейся в 2011 году для проведения масштабного турне по Скандинавии.
- Во время катастрофы на атомной электростанции «Фукусима-1» группа во главе с Нильсеном выразила соболезнования пострадавшим в аварии японцам, а также оказала им материальную помощь.
- Песня «Do Ya Wanna Taste It» является заглавной темой сериала «Миротворец» 2022 года.